# Oxira paradoxa
Oxira paradoxa là một loài bướm đêm trong họ Noctuidae.